# Manifeste des plasticiens
Le Manifeste des plasticiens est un manifeste artistique québécois, publié en 1955 à la suite du Refus Global. 
Il est rédigé par Rodolphe de Repentigny (alias Jauran) et lancé lors du vernissage de l'exposition "Les Plasticiens", le 10 février 1955 au café-restaurant L'Échourie, à Montréal. Son propos est de situer la peinture dans ce qui lui est propre. Ce manifeste constitue l'acte fondateur du mouvement pictural québécois des Plasticiens. 

## Signataires
- Jauran (Rodolphe de Repentigny)
- Louis Belzile
- Jean-Paul Jérôme
- Fernand Toupin